# Ривацура (Римини)
Ривацура је насеље у Италији у округу Римини, региону Емилија-Ромања.
Према процени из 2011. у насељу је живело 14000 становника. Насеље се налази на надморској висини од 5 м.